# 波亞里什新鎮
波亞里什新鎮（葡萄牙語：Vila Nova de Poiares），是葡萄牙的城鎮，位於該國中部，由科英布拉區負責管轄，始建於1836年，面積84.45平方公里，2011年人口7,281，人口密度每平方公里86.22人。
40°12′39″N 8°15′27″W / 40.21083°N 8.25750°W